# Caldaro dell'Argentario
Il caldaro è la zuppa di pesce che i pescatori dell'Argentario preparavano e mangiavano in navigazione durante la cala delle reti a strascico. Prende il nome dalla grossa pentola (caldaro da caldaio, grosso recipiente per bollire), nella quale si cucinava al momento, spesso direttamente sugli scogli, il pescato fresco di giornata. È uno dei piatti tradizionali di Monte Argentario. Viene fatto con pesci carnosi come la gallinella, lo scorfano, la tracina, il san pietro e il gattuccio insieme ai polpi di scoglio, seppie o totani, ma anche anguille, murene o il grongo. Il tutto dopo cottura viene versato su fette di pane raffermo tostate e agliate.